# Peleteria malleola
Peleteria malleola là một loài ruồi trong họ Tachinidae.